# Arboretum du Petit-Bois
El Arboreto del Petit-Bois (en francés: Arboretum du Petit-Bois) es un arboreto de 0,5 hectáreas de extensión, que se encuentra en la proximidad de la Forêt communal d'Argonne, al noreste de la comunidad de Montfaucon-d'Argonne, Francia.

## Localización
Está situado en La forêt d'Argonne, que se encuentra a lo largo de la route de la Haute-Chevauchée», en el que se encuentran numerosos vestigios que datan de la Primera Guerra Mundial, tales como el «Abris du Kronprinz» y el «Kaisertunnel».
La región de Argonne presenta un relieve moderado, con unos 350 m s. n. m. en las cumbres más altas, con unas escarpaduras hacia el este. La topografía de la Argonne forma un bastión natural.
- Días lluviosos: promedio de 200 días de precipitaciones al año;
- Promedio anual de precipitaciones: 1 900 mm,
- Temperatura media: 13,5 °C.

Está abierto todos los días del año sin cargo.

## Historia
En la historia de Francia, la región de Argonne es conocida gracias sobre todo a tres acontecimientos:  
- La Fuga de Varennes (20 y 21 de junio de 1791) fue un significativo episodio de la Revolución francesa, en el cual la familia real tuvo un grave decaimiento en su autoridad real, al intentar infructuosamente escapar al extranjero disfrazada de familia aristócrata rusa. El episodio incrementó la hostilidad hacia la monarquía como institución, así como contra Luis XVI y María Antonieta como personas.
- La Batalla de Valmy, también conocida como el Cañoneo de Valmy, se desarrolló el 20 de septiembre de 1792, durante las Guerras Revolucionarias Francesas, alrededor del poblado de Valmy al norte de Francia. El ejército francés del Norte, comandado por Charles François Dumouriez, y el ejército francés del Centro, liderado por François Christophe Kellermann, detuvieron el avance del ejército prusiano, dirigido por Carlos Guillermo Fernando, duque de Brunswick-Lunebourg.
- La Gran Guerra de 1914-18, especialmente el episodio de la Batalla de la Argonne, en septiembre de 1915.[3]

El arboreto fue iniciado en 1996 y actualmente está administrado por la comuna de Montfaucon-d'Argonne, alberga 50 tipos de árboles.

## Colecciones
El tipo de bosque instalado después de la Edad de Hielo fue el hayedo-abetal, con su sotobosque floral y de arbustos aún presente en la zona: serbal, mostajo, acebo, espino cerval, digitalis purpurea, epilobios, mirtos, helecho águila, brezos, etc.
La plantación de abetos de Nordmann después de la Primera Guerra Mundial, fue pensada inicialmente para ocultar los estragos del conflicto. 
Alrededores del Arboretum du Petit Bois.

Detalles
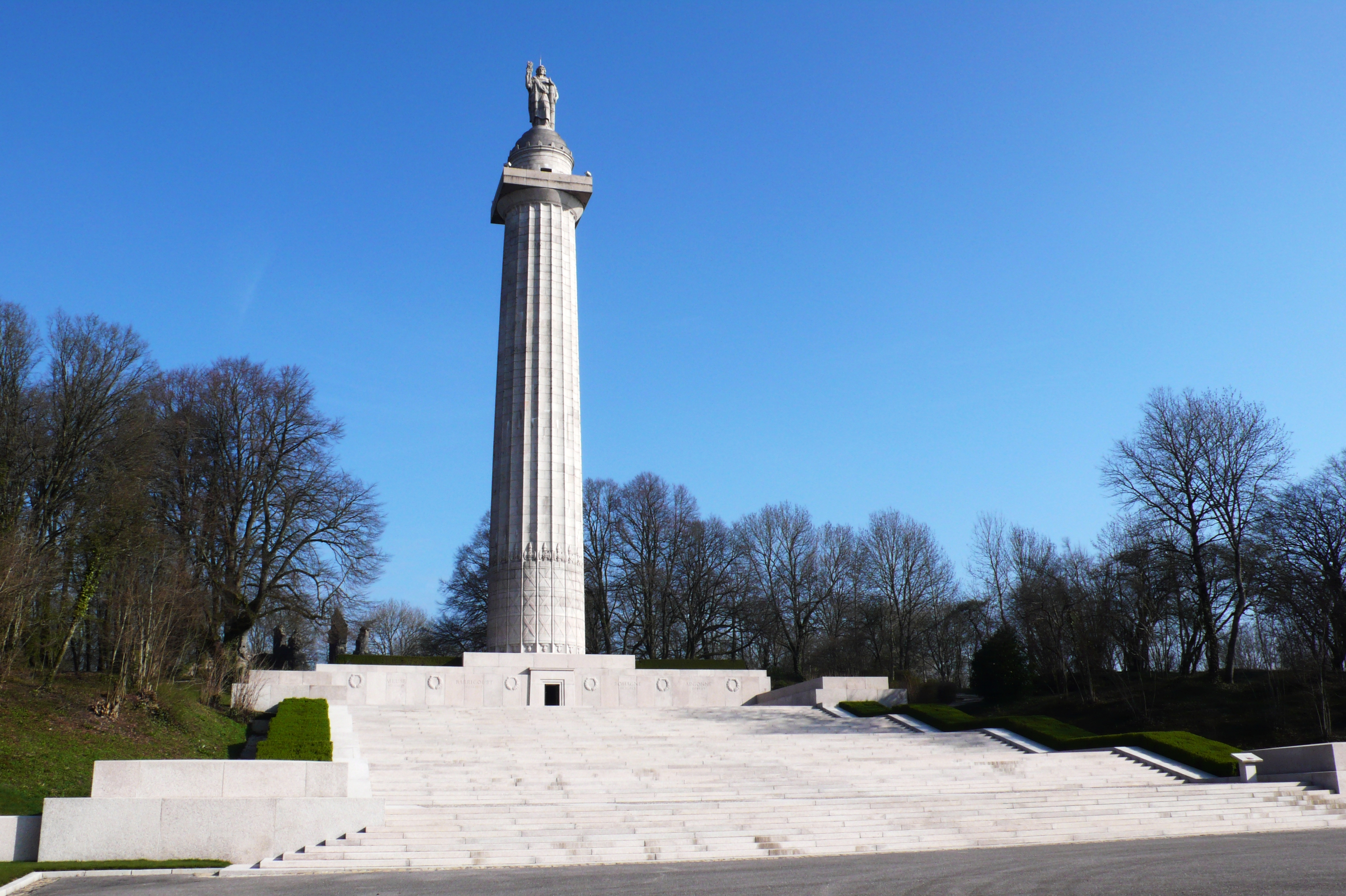
Monumento erigido por los estadounidenses en recuerdo de los caídos de la batalla de Verdún.
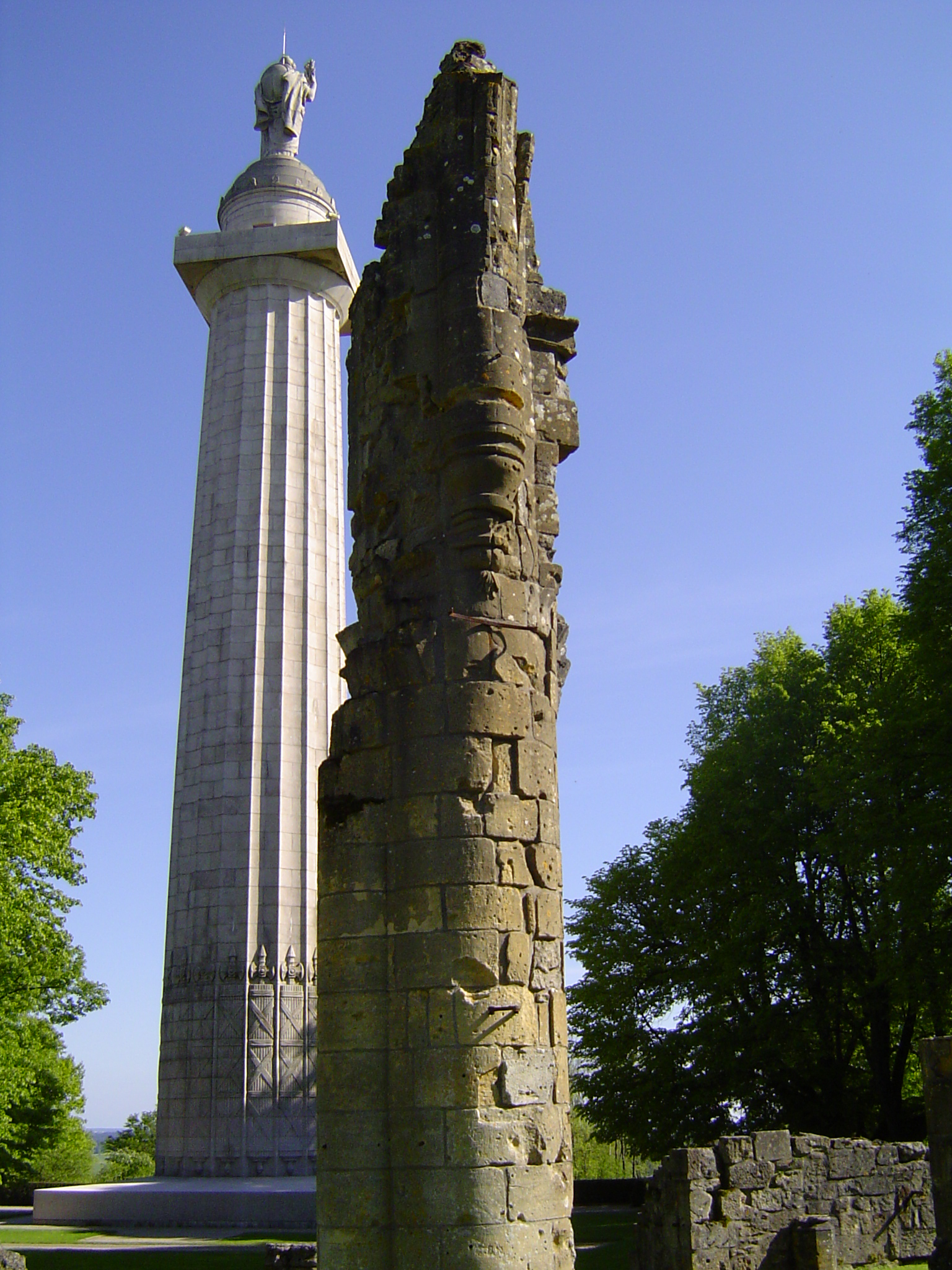
El monumento y una pieza de las ruinas del monasterio.
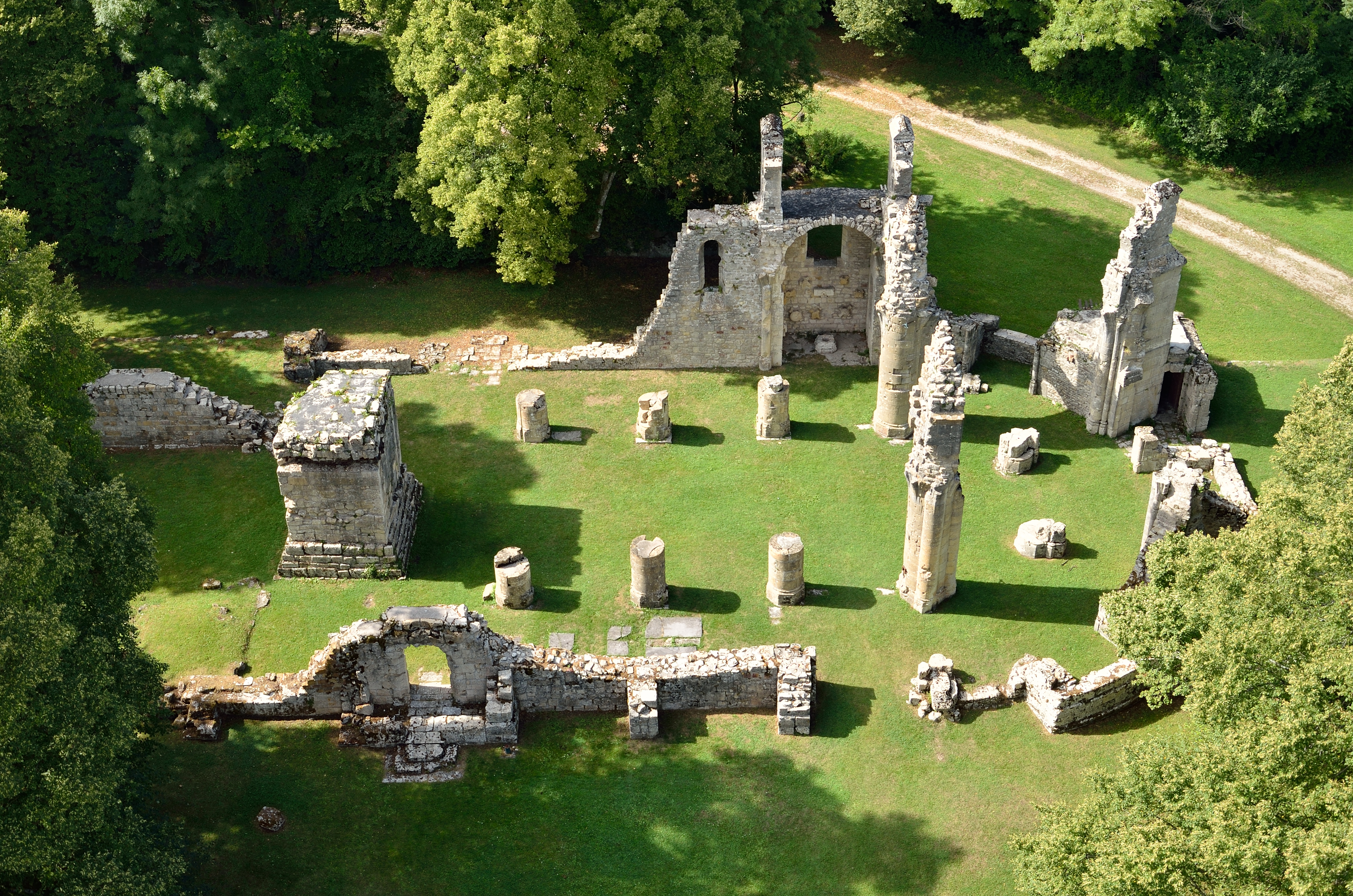
Las ruinas de la colegiata de Saint-Germain en Montfaucon vistas desde el monumento a los caídos de Verdún.